# 激走戦隊カーレンジャーVSオーレンジャー
- スーパー戦隊シリーズ
  - 激走戦隊カーレンジャー > 激走戦隊カーレンジャーVSオーレンジャー
  - 超力戦隊オーレンジャー > 激走戦隊カーレンジャーVSオーレンジャー

『激走戦隊カーレンジャーVSオーレンジャー』は、1997年3月14日に発売された、東映・東映ビデオ制作のオリジナルビデオ作品。47分。

## 概要
スーパー戦隊シリーズ『激走戦隊カーレンジャー』のオリジナルビデオ作品であり、前作『超力戦隊オーレンジャー オーレVSカクレンジャー』に端を発したスーパー戦隊OVシリーズの第2弾に当たる。前作と同様、本作品もスーパー戦隊シリーズ前作『超力戦隊オーレンジャー』とのクロスオーバー作品として制作されており、本作品からは2大戦隊の巨大ロボも共演するようになる。『カーレンジャー』テレビシリーズに比定すると、暴走皇帝エグゾスが登場する第37話以降、ゾンネットの帰郷に関連する第45話より前にあたると思われる。
2大戦隊共に互いの存在を知らず、またレッドレーサーはマシン帝国バラノイアを知らなかったために騒動に繋がり、さらにオーレッドも宇宙暴走族ボーゾックを知らずに加勢した彼らを自分たちの味方だと勘違いするという展開も含め、主体となる『カーレンジャー』のコミカルかつ強烈な作風が『オーレンジャー』をすっかり呑み込んでいる。三浦参謀長役の宮内洋も当初は「こんな戦隊はおかしい!」と戸惑いを隠せなかった。しかし監督の坂本太郎に説き伏せられて悩みながら参加するうちにカーレンジャーを理解し、それからは楽しそうに演じるようになったという。
上記したナンセンスな作風は、『カーレンジャー』テレビシリーズの脚本も務めた浦沢義雄の腕によるところが大きいが、ヒーローというジャンルにもキャラクターにも愛着がなく、ただ面白いことだけをやりたいという姿勢の浦沢にとって、戦隊同士の共演作品は人物が多すぎて不自由な思いをするものだった。宮内を登場させることも含めて、髙寺成紀プロデューサーの意向や発想を反映した作品だったと浦沢は語っている。

## あらすじ
ボーゾックは暴走車が不足していた。それを聞いた暴走皇帝エグゾスは車両が家出したくなるガソリンをボーゾックに提供し、ボーゾック一のガソリンスタンド店員・SSスタタンゾがその任務のために現れ、チーキュ（地球）の自動車にガソリンを仕込んでいた。
一方、陣内恭介 / レッドレーサーはオーレンジャーに追われるマシン獣バラモビルと遭遇する。星野吾郎 / オーレッドと三田裕司 / オーブルーが U.A.O.H.（国際空軍・オーレンジャー）であることを明かしても、恭介は「UAOH（うあおー）?」と理解できず、見た目で善悪を判断するのは良くないと考えてバラモビルをかばおうとする。2大戦隊は巨大ロボまで繰り出して衝突し、そのうえボーゾックがオーレンジャーの加勢に入ったため事態は混迷の一途をたどる。紆余曲折の末カーレンジャーとオーレンジャーはあっさり和解、バラモビルとボーゾックは手を組み、オーレッドはSSスタタンゾの力でさらわれてしまう。
オーレッド救出のため、カーレンジャーはオーレンジャーの三浦参謀長による過酷な特訓を受ける。訓練を通じてオーレンジャーロボを操縦できる技術を身につけたカーレンジャーは、バリバリアンに突入して吾郎を奪還する。バラモビル・SSスタタンゾとの最終決戦には暴走皇帝エグゾスも介入してくるが、そこへシグナルマンが助勢に入り、2大戦隊は勝利するのだった。

## オリジナルキャラクター
SSスタタンゾ（）
ボーゾック一のガソリンスタンド店員。語尾に「スタタンゾ」を付けて話す。エグゾスが用意した「家出したくなるガソリン」をたくさんの地球の車に給油し、バリバリアンに連れて暴走車に改造する作戦を展開した。しかしシグナルマンによる「ふるさと」を聞いた車が、故郷を恋しがってチーキュへ戻っていったため失敗し、一旦バリバリアンに撤退する。
この失態は大きく、エグゾスから電撃によるお仕置きを食らい悔しがっていたものの、後に「ハイオク」の文字がメーター下の余白に入ったSSスタタンゾ（ハイオク）にパワーアップし、カーレンジャーに再挑戦する。パワーアップ後はガソリンの能力が向上しており、さらに自らのガソリンを炎に変える力を身につけた。「ふるさと」を歌い終わる間もなく給油したレッドジェッターに搭乗したオーレッドをバリバリアンへ拉致していった。最期はVRVロボのビクトリーツイスターによって倒された。
- デザインは野崎明が担当した。デザインモチーフはガソリンスタンド店員。XXミレーノやPPラッパーなど人間に近いタイプの表情にしている。強化後のデザインはなく、現場処理による。

バラモビル
バラノイア最後の生き残りのマシン獣。車と人間を合成した車人間を大量生産させ、マシン帝国に取って代わる「車人間帝国」を建造し、全宇宙を征服しようと企む。武器は眼からのビームと歯車。また、頭のギアを高速回転させることで単独で巨大化できる能力を持つ。巨大化後は剣を持つ。
オーレンジャーとの戦いでついた傷を癒すため湯の小屋温泉にいたところ、恭介と出会いオーレンジャーから助けてもらう。後で彼が悪人だということがわかり、オーレンジャーに引き渡されかけたがボーゾックによってバリバリアンに連れて行かれ、同じ悪であるボーゾックと手を組む。最期はオーレンジャーロボのクラウンファイナルクラッシュで倒された。
- デザインは阿部統が担当した。デザインモチーフは車。膝や左肩がタイヤであったり、メーターやエンジンパーツなど体の各部に車の構成要素を配置している。阿部はバッカスフンドの親類という想定でデザインしている。他のマシン獣よりもワンランク上というムードを出すために髭が生えていたり、オッサンのような顔が付いている。

ノリシロン-増刊
エグゾスが特別に発行した宇宙ランド増刊号の特別付録である赤い巨大ロボットで、割りピンと糊で作られた組み立て済みの状態でSSスタタンゾたちの援護のために地球に届けられたノリシロン-12の強化型。無人で動き、ビームが出せる角を武器とする。VRVロボとオーレンジャーロボを襲撃し、流れをボーゾック側に変えるが、サイレンダーが加勢して3対3になり、最期はサイレンダーのサイレンバルカンで倒された。
- デザインは野崎明が担当した。色と胸の文字以外はノリシロン-12とほぼ同じ形状である。ファイナルで付けていたヘッドアーマーは外している。

## スタッフ
- プロデューサー：髙寺成紀（東映）、加藤和夫（東映ビデオ）
- 原作：八手三郎
- 連載：テレビマガジン、てれびくん、テレビランド
- 脚本：浦沢義雄
- 音楽：佐橋俊彦、横山菁児
- アクション監督：J.ムラカミ（ジャパンアクションクラブ）
- 監督：坂本太郎
- 撮影：いのくままさお
- 助監督：竹本昇
- 特撮監督：佛田洋
- 製作：東映、東映ビデオ

## キャスト
オーレンジャーの5人は変身後のみクレジット。
- 陣内恭介 / レッドレーサー：岸祐二
- 土門直樹 / ブルーレーサー：増島愛浩
- 上杉実 / グリーンレーサー：福田佳弘
- 志乃原菜摘 / イエローレーサー：本橋由香
- 八神洋子 / ピンクレーサー：来栖あつこ
- 星野吾郎 / オーレッド：宍戸勝
- 四日市昌平 / オーグリーン：正岡邦夫
- 三田裕司 / オーブルー：合田雅吏
- 二条樹里 / オーイエロー：穂高あゆみ
- 丸尾桃 / オーピンク：さとう珠緒
- 三浦尚之参謀長：宮内洋
- ゾンネット：七瀬理香

### 声の出演
- ガイナモ：大竹宏
- ゼルモダ：津久井教生
- グラッチ：長嶝高士
- SSスタタンゾ：高戸靖広
- バラモビル：渡部猛
- ダップ：まるたまり
- シグナルマン：大塚芳忠
- 暴走皇帝エグゾス：小林修

### スーツアクター
- 横山一敏
- 大藤直樹
- 竹内康博
- 大林勝
- 中川素州
- 田辺智恵
- 蜂須賀祐一
- 福沢博文
- 森美昭
- 伊藤慎
- 神尾直子
- O-BITOH

## 音楽
主題歌
オープニングテーマ「激走戦隊カーレンジャー 〜フルアクセルヴァージョン〜」
作詞：森雪之丞 / 作曲：小路隆 / 編曲：奥慶一 / 歌：高山成孝
エンディングテーマ 「天国サンバ」
作詞：森雪之丞 / 作曲・編曲：小路隆 / 歌：高山成孝
挿入歌
いずれもノンクレジット。
「白バイ野郎シグナルマン」
インストゥルメンタル版が使用された。
「虹色クリスタルスカイ」
インストゥルメンタル版が使用された。
「激走合体!! RVロボ」
インストゥルメンタル版が使用された。
「オーレ! オーレンジャー」
インストゥルメンタル版が使用された。
「絶対勝利だ！VRV」
作詞：小泉卓 / 作曲・編曲：佐橋俊彦 / 歌：坂井紀雄

## メディア
- 1997年3月14日：VHSレンタル開始。
- 1997年3月21日：レーザーディスク発売。
- 1997年7月21日：VHS発売。
- 2001年2月21日：DVD発売[13]。
- 2016年3月23日：ブルーレイディスク発売（スーパー戦隊 V CINEMA&THE MOVIE Blu-ray BOX 1996‐2005に収録）。
- 2019年2月6日：ブルーレイディスク分割発売開始（スーパー戦隊 V CINEMA&THE MOVIE Blu-ray 1996‐1998に収録）。